# Asun Balzola
Asunción Balzola Elorza, nota come Asun Balzola (Bilbao, 18 luglio 1942 – Madrid, 22 giugno 2006), è stata una scrittrice, traduttrice e illustratrice spagnola autodidatta.
Dopo il parziale recupero seguito ad un gravissimo incidente d'auto, ha studiato pittura ed arti grafiche presso la Real Academia de Bellas Artes de San Fernando di Madrid. Balzola ha lavorato nella pubblicità e nel graphic design. Oltre al suo lavoro nelle belle arti. Fra gli altri riconoscimenti, ha ricevuto il premio Lazarillo per le sue illustrazioni ed ha vinto per due volte il premio nazionale spagnolo per l'illustrazione.
Lo stile illustrativo di Asun Balzola è conosciuto principalmente per l'utilizzo di macchie di colore e linee spesse, spesso tramite l'utilizzo della tecnica dell'acquerello. I suoi archivi e la biblioteca è stata donata, postuma, al Centro de Documentación Infantil della biblioteca centrale di San Sebastián.
Si è spenta a Madrid nel 2006 all'età di 63 anni.